# Steggoa coronelensis
Steggoa coronelensis är en ringmaskart som beskrevs av Hartmann-Schröder 1962. Steggoa coronelensis ingår i släktet Steggoa och familjen Phyllodocidae. Inga underarter finns listade i Catalogue of Life.